# Цинлин
Цинлин (на китайски: 秦岭; на пинин: Qin Ling) е обширна планина в Централен Китай, източно продължение на планинската система Кунлун. Разположена е на териториите на провинциите Гансу, Шънси, Хънан, Хубей и Съчуан и се явява вододел между реките Яндзъ на юг и Хуанхъ на север. Простира се от запад на изток приблизително на 1000 km. На запад се свързва с Кунлун, на югозапад – със Сино-Тибетските планин, а на изток и югоизток Цинлин се разделя ветрилообразно на 4 части – на изток хребета Сюнъершан, на изток-югоизток хребета Сунъяншан, на югоизток хребетите Фунюшан и Дабешан и на юг-югоизток – хребета Дабашан. Загражда от север обширната Съчуанска котловина и Льосовото плато от юг. Максимална височина 3666 m (по други данни 4107 m). Изградена е предимно от варовици и метаморфни шисти. Западната, масивна част е прорязана от дълбоки напречни дефилета. Северните ѝ склонове са къси и стръмни, а южните – много по-дълги и полегати. Северните склонове са покрити със сухи степи и листопадни гори на умерения пояс, а южните – с вечнозелени субтропични гори с участието на бамбук, камелия, магнолия и др. Разработват се находища на молибденова руда.